# Emilio Mac Eachen
Washington Emilio Mac Eachen Vázquez (departamento de Artigas, Uruguay, 4 de mayo de 1992) es un futbolista que juega de defensa central y actualmente se encuentra en el Almirante Brown de la Primera Nacional argentina. 
Se trata de un defensa central de buen porte y buena salida con la pierna zurda, que tras destacar inicialmente como promesa en Peñarol y ser cedido al Parma, ha tenido una carrera irregular (con buenos pasajes por el fútbol mexicano) producto mayormente de lesiones de rodilla que lo han marginado en varias ocasiones. En 2022 tras tres años de operaciones de meniscos, logra ponerse nuevamente en buena forma física y tiene un "renacer" de su carrera en el ascenso argentino. 

## Clubes
| Club              | País      | Año       | Part. | Goles |
| ----------------- | --------- | --------- | ----- | ----- |
| Peñarol           | Uruguay   | 2011-2012 | 16    | 1     |
| Parma B           | Italia    | 2012-2013 | 4     | 0     |
| Peñarol           | Uruguay   | 2014-2016 | 30    | 1     |
| Sud América       | Uruguay   | 2016      | 5     | 0     |
| Necaxa            | México    | 2017      | 8     | 0     |
| San Luis          | México    | 2017      | 14    | 0     |
| Oaxaca            | México    | 2018      | 16    | 2     |
| Atlante           | México    | 2019      | 0     | 0     |
| Cerro Largo       | Uruguay   | 2019-2021 | 15    | 0     |
| Rampla Juniors    | Uruguay   | 2021-2022 | 8     | 0     |
| Ramón Santamarina | Argentina | 2022      | 19    | 0     |
| Deportivo Riestra | Argentina | 2023      | 4     | 0     |
| Total             |           | 2011-2023 | 139   | 4     |

## Palmarés

### Títulos nacionales
| Título              | Club    | País    | Año     |
| ------------------- | ------- | ------- | ------- |
| Campeonato Uruguayo | Peñarol | Uruguay | 2015-16 |

### Otros logros
| Logro                         | Equipo                 | País      | Año  |
| ----------------------------- | ---------------------- | --------- | ---- |
| Ascenso a la Primera División | Club Deportivo Riestra | Argentina | 2023 |